# (229900) Emmagreaves
(229900) Emmagreaves est un astéroïde de la ceinture principale.

## Description
(229900) Emmagreaves est un astéroïde de la ceinture principale. Il fut découvert le 14 novembre 2009 à Mayhill par Norman Falla. Il présente une orbite caractérisée par un demi-grand axe de 2,58 UA, une excentricité de 0,16 et une inclinaison de 6,9° par rapport à l'écliptique.

## Compléments